# Kulspruta Ksp m/39
Kulspruta Ksp m/39 (ksp m/39) — шведская модификация пулемёта Browning M1917. Является воздушно охлаждаемой версией Kulspruta m/36. Изначально устанавливался на боевые машины, но также мог применяться в качестве зенитного оружия с патронами калибра 8 мм (8×63 мм m/32). После Второй мировой войны модели калибра 6,5 мм были адаптированы под патрон 6,5×55 мм m/41 (6,5 mm sk ptr m/94 prj m/41). В 1970-х годах пулемёт был адаптирован под стандартный патрон 7,62×51 мм НАТО. Ksp m/39 использовался на таких боевых машинах, как Strv 122 и Combat Vehicle 90, однако позднее был заменён на более современные модели.